# REOSC
REOSCは1937年に設立されたフランスの企業でサフランの子会社のサジェム・ディフェンス・セキュリティの子会社である。
REOSCは天文学、宇宙用の高性能の光学機器や民間と防衛分野の半導体産業の高出力レーザーを設計、製造、組み立てを行う。

## 歴史
REOSCはRecherche et Étude en Optique et Sciences Connexesのアクロニムで科学に関する光学機器の研究、調査を意味しており、パリの光学研究所のHenri Chretien と Charles Fabryを含む科学者のグループによって1937年に設立された。1960年にREOSCにAndré Bayleが開発して、CNRS光学研究所のGeorges Penciolelliを助けた。1978年にREOSCは1947年にMarcel Ramolfo と François Hussenotによって設立されたSociété de Fabrication d'Instruments de Mesure (SFIM)によって買収された。1992年にEVAP サービス (薄膜の製造)とMTO (アルミ蒸着鏡)と合併して完全子会社になった。1996年、SFIMの光電子部門はマトラ社と合併した。SAGEMによるSFIMの買収後、REOSCは1999年にサジェム オプトロニクスの部門の研究所として事業は統合された。
2005年、サジェムはスネクマと合併してサフラングループになった。
2013年、1月1日にREOSCはサジェム ディフェンス セキュリティの100%子会社になった。

## 事業領域
4つの事業領域において高性能の光学機器と光学器械の研究、設計、製造、組み立てを行う。.

### 天文学
大型望遠鏡の主鏡として単一の直径4から8mの反射鏡を開発して"完成状態で引き渡す"望遠鏡システムのドーム制御システム、整備装置、民間技術を担当した。同様に光学器械装置、大気補償光学、収差修正装置、広視野カメラのレンズやフィルターも同様に製造する。REOSCは直径8mのチリの超大型望遠鏡VLTの単一主鏡 ·  ·  、口径11 mètresの カナリア大望遠鏡の主鏡と将来の直径39mのE-ELT ( European Extremely Large Telescope )の主鏡を試作した。

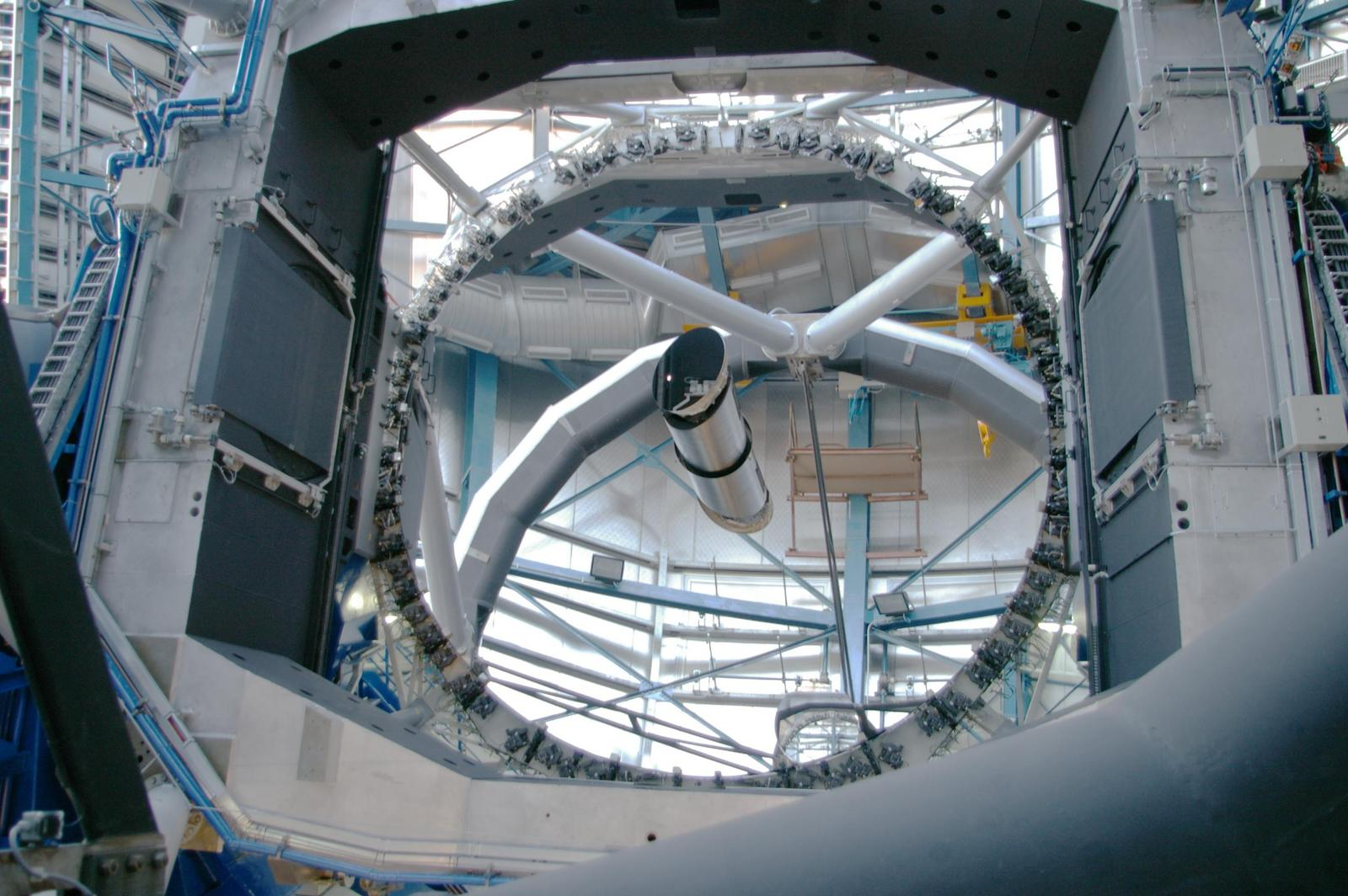
超大型望遠鏡VLTの主鏡
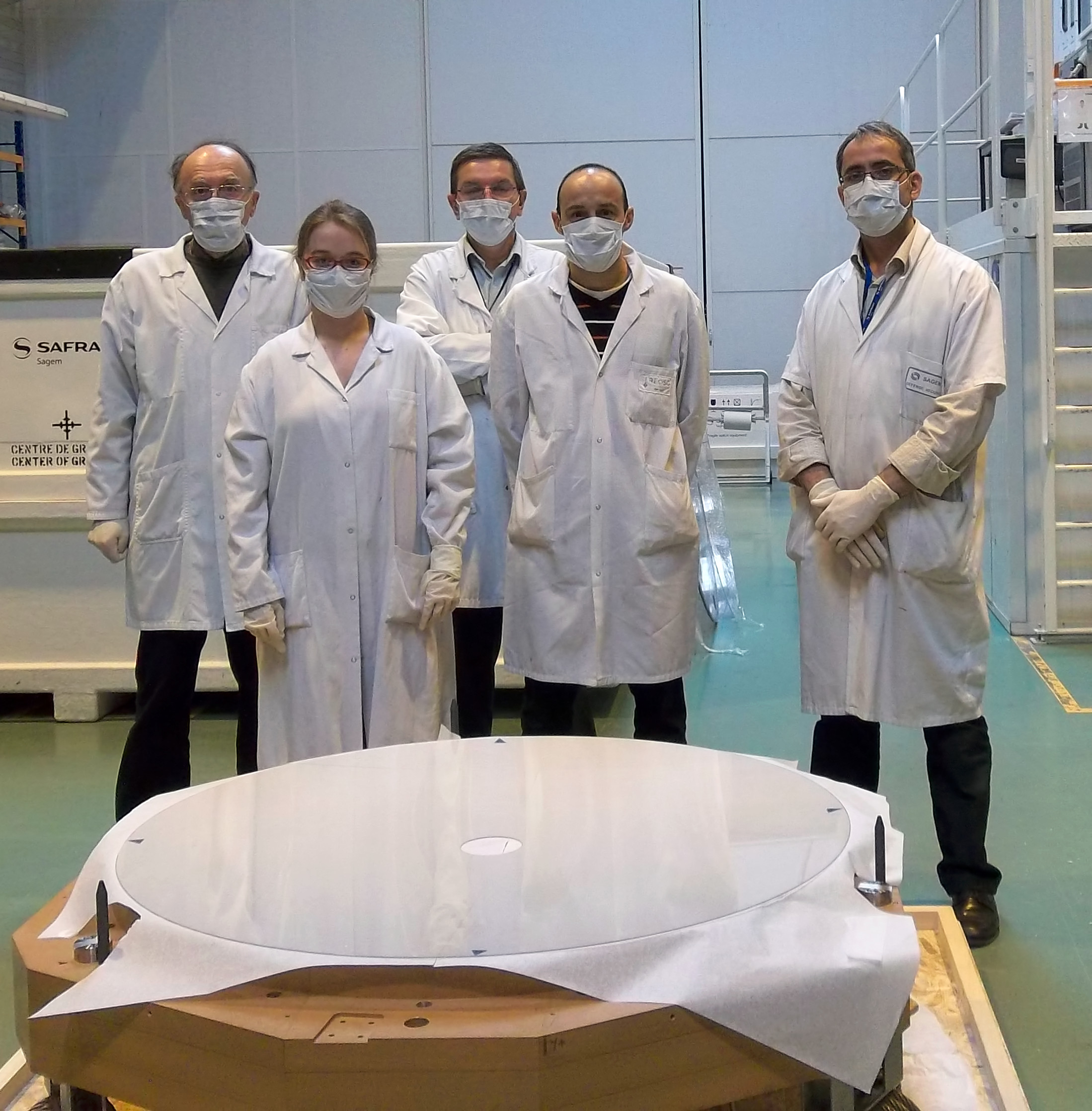
ヨーロッパ南天文台の超大型望遠鏡VLTの薄厚鏡
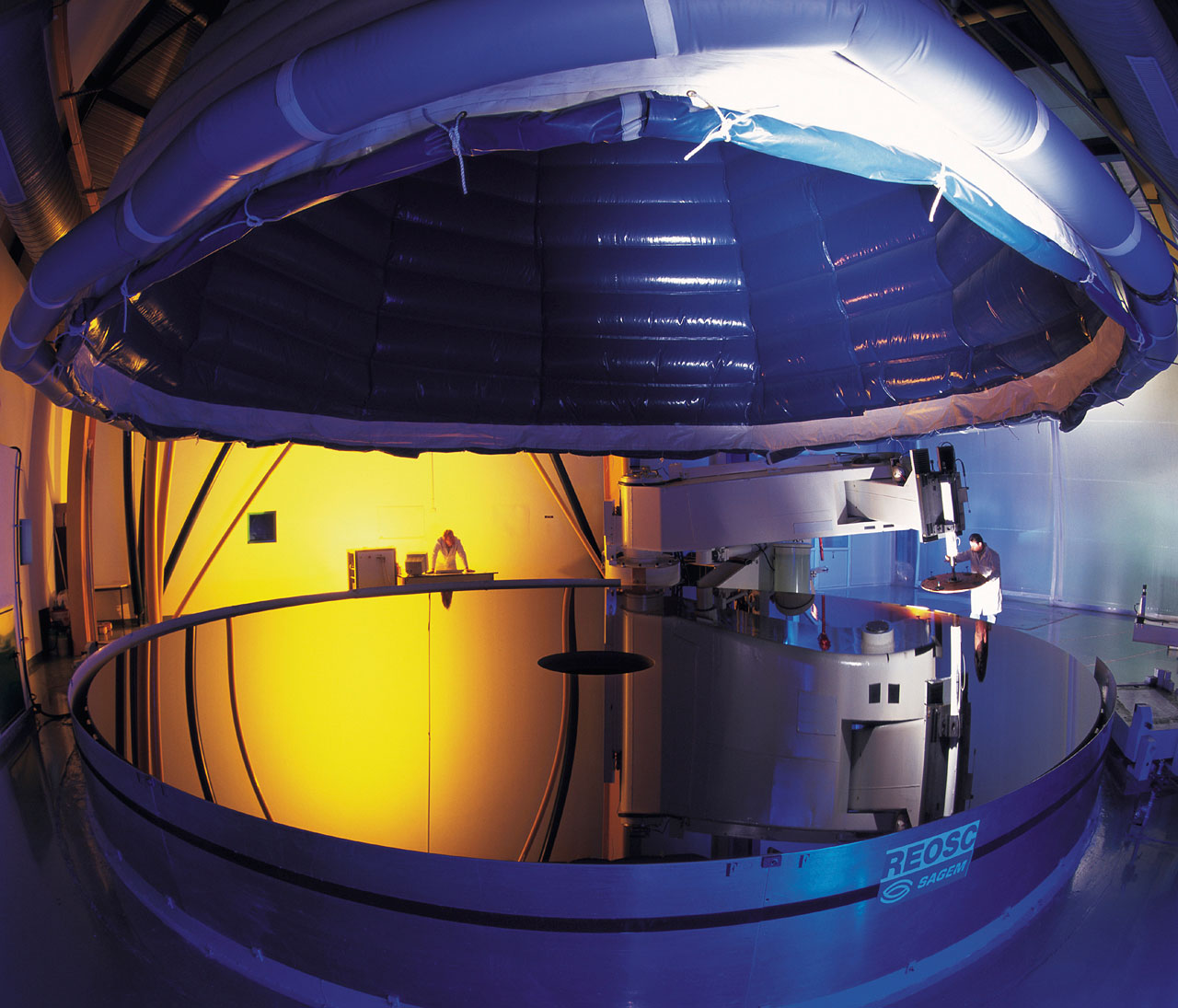
超大型望遠鏡VLTの第4主鏡
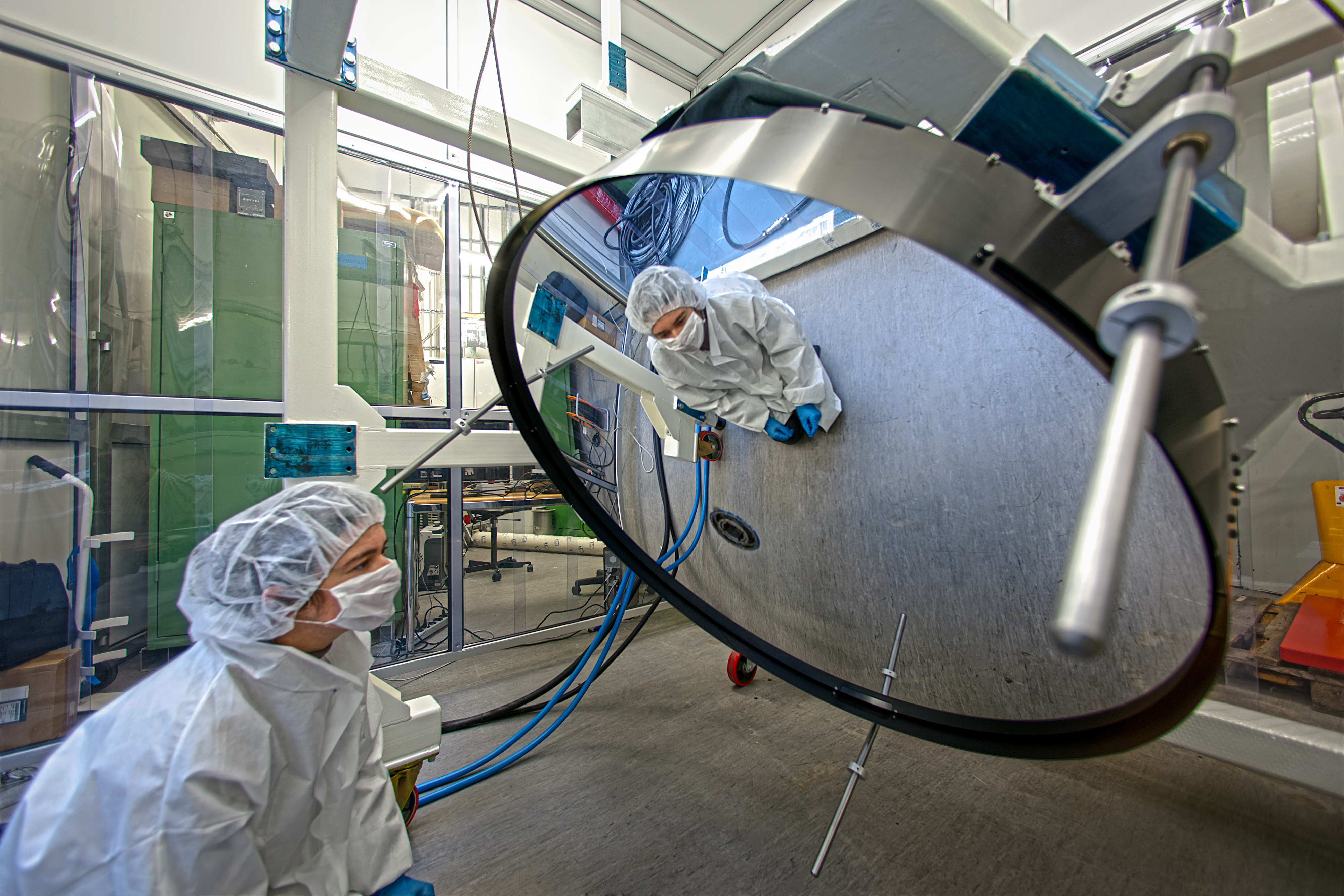
ヨーロッパ南天文台で試験中の超薄厚鏡
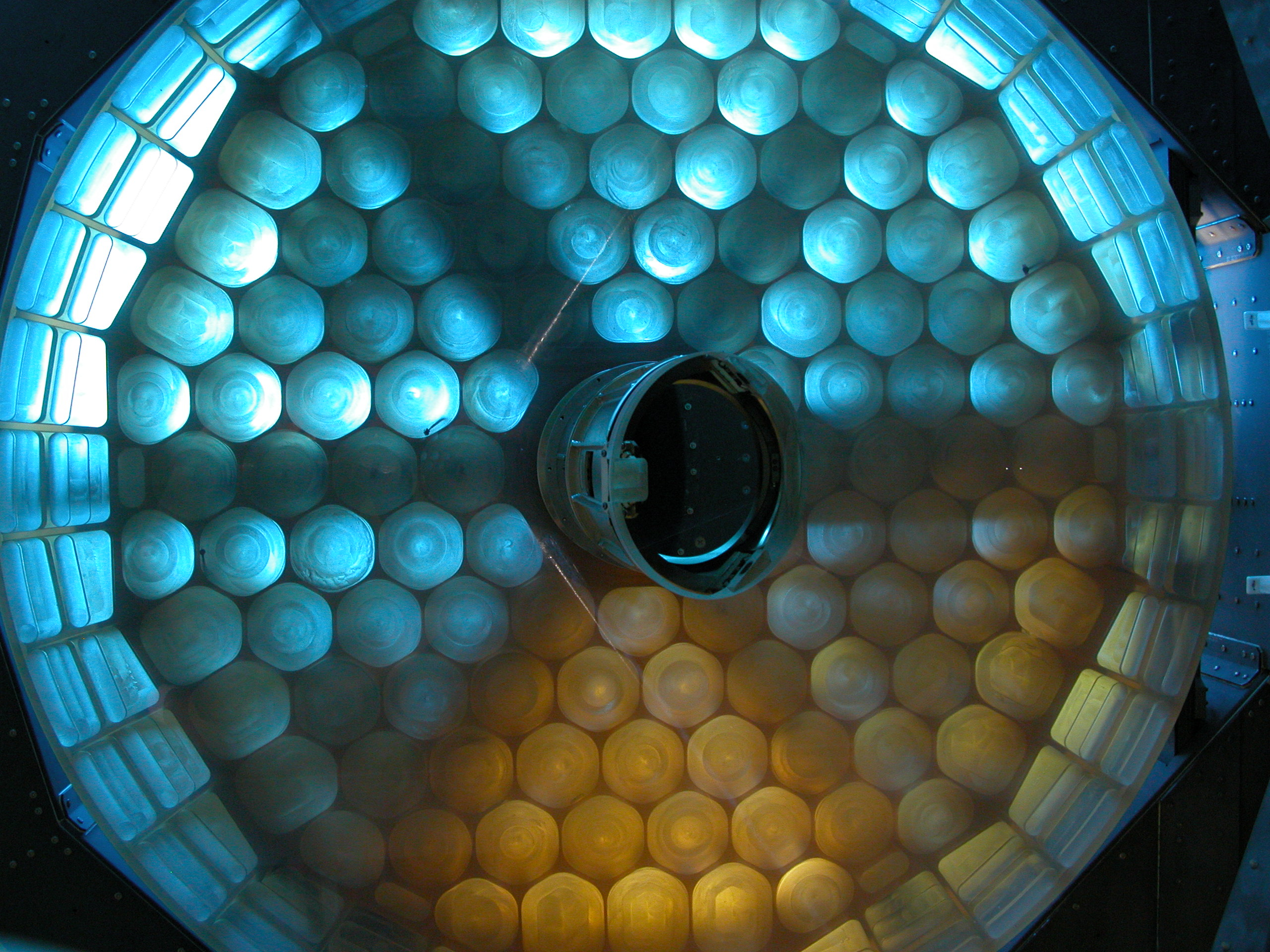
SOFIAの主鏡
- 初期のM1 鏡の研磨工程 (M1 = 超大型望遠鏡VLTの主鏡)
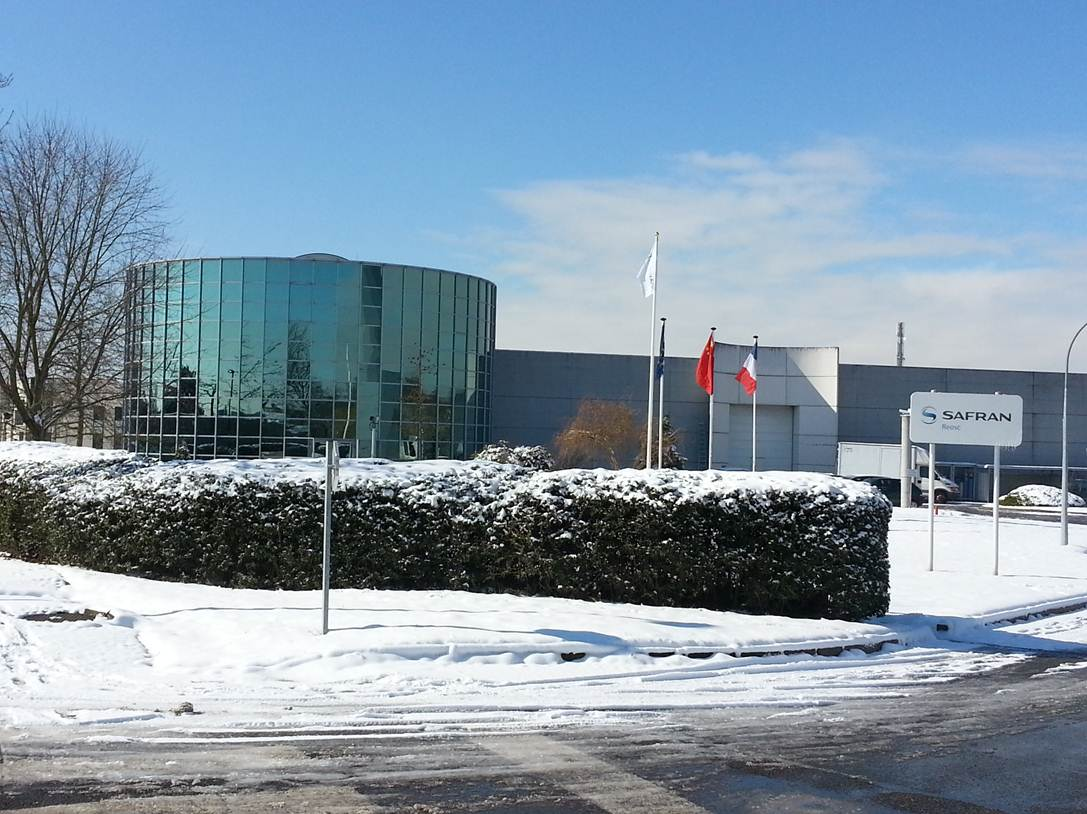
REOSCの社屋
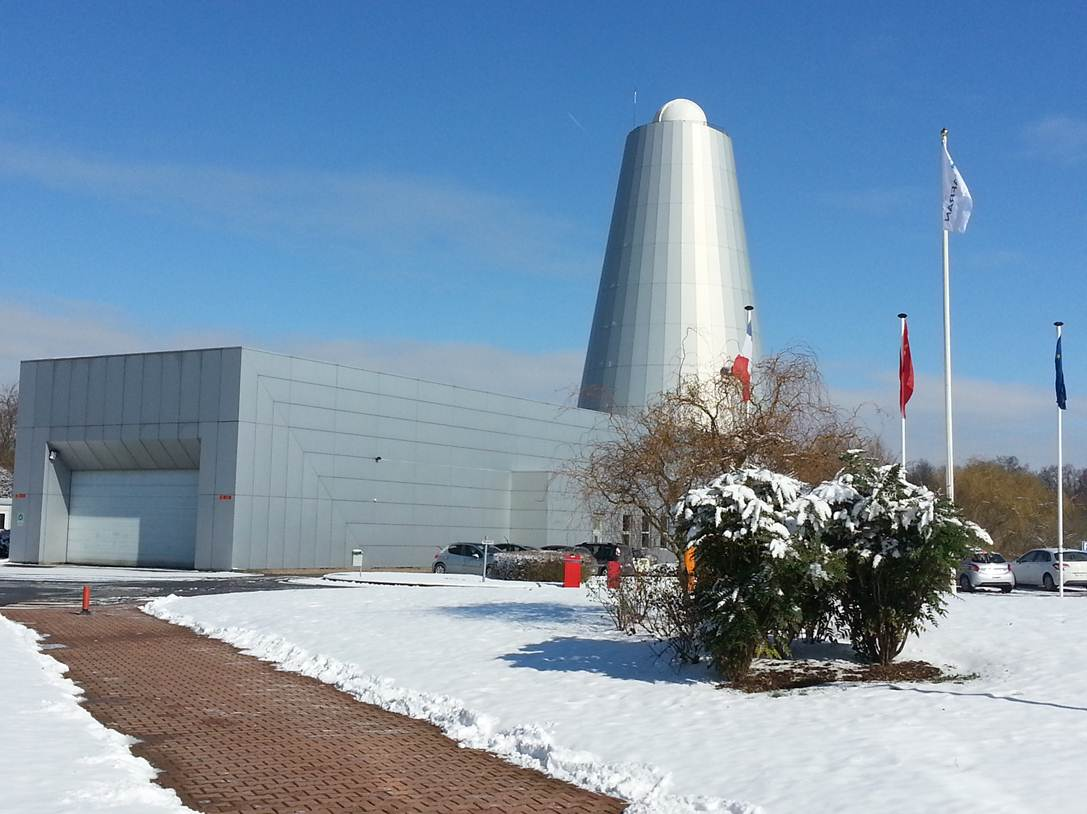
主鏡の試験棟

### 人工衛星
宇宙機用の光学機器、地上試験装置と監視用電子機器等を設計製造する。
(軽量結晶化ガラス製の鏡を含む)通常の望遠鏡に関係するこのような製品は炭化ケイ素製の近赤外線波長の3枚鏡のアメリカのNASAのSOFIA望遠鏡や(一例として、Reoscはジェイムズ・ウェッブ宇宙望遠鏡のFOR、COL、CAM光学系を供給する。)やGAIA衛星に搭載される。

### 半導体産業
同社は専門性を活用して結晶化ガラスや炭化ケイ素を使用したEUVとDUVの高精度の光学機器を半導体産業へ供給する。集塵、露光、等に関するEUVとDUVのこれら全ての技術は産業用の重要な用途のために開発された。

### 高エネルギーレーザー用光学系
同社は、開発と高エネルギーレーザー関連の研究を進め、主要な科学計画や研究機関のための光学的および光学機械構成部品を製造する。 